# Cári menyasszony
A Cári menyasszony Nyikolaj Andrejevics Rimszkij-Korszakov 1899. november 3-án bemutatott négyfelvonásos operája. A darab szövegkönyvét Lev Alekszandrovics Mej azonos című drámája nyomán a zeneszerző írta.

## Az opera szereplői és helyszínei
| Szereplő                                                    | Hangfekvés   |
| ----------------------------------------------------------- | ------------ |
| Vaszilij Sztyepanovics Szobakin, kereskedő                  | basszus      |
| Marfa, a lánya                                              | szoprán      |
| Grigorij Grigorjevics Grjaznoj, a cár testőre               | bariton      |
| Grigorij Lukjanovics Maljuta-Szkuratov, Ljubasa keresztapja | basszus      |
| Ivan Szergejevics Likov, bojár, Marfa szerelmese            | tenor        |
| Ljubasa, Grjazno megunt kedvese                             | mezzoszoprán |
| Jeliszej Bomelij, a cár orvosa                              | tenor        |
| Domna Ivanonva Szaburova, Dunyasa anyja                     | alt          |
| Dunyasa, Marfa barátnője                                    | mezzoszoprán |
| Petrovna, Marfa nevelőnője                                  | mezzoszoprán |
| Szolgálólány                                                | szoprán      |
| Egy fiatalember                                             | bariton      |

- Kórus: szobalányok, legények, a cár testőrei, bojárok, szolgák, nép.
- Történik: Moszkvában és Alekszandrovszka Szlodobán (ma Moszkva külvárosa) 1572 őszén.
- Az opera színhelyei: I. felvonás: Grjaszno házában; II. felvonás: templom előtti tér egy faluban; IV. felvonás: terem a cári palotában.
- Játékidő: két és negyed óra

## Az opera cselekménye

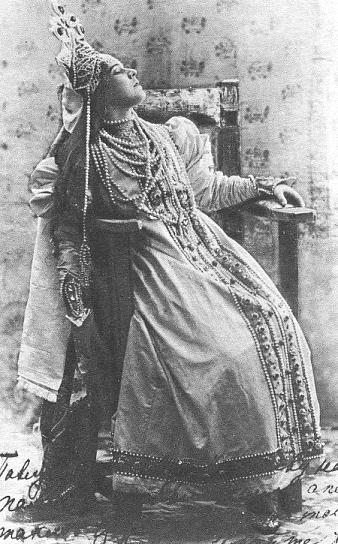
Marfa halála. Nagyezsda Zabela-Vrubel énekelte a szerepet az opera premierjén (Moszkva, 1899)

### I. felvonás
Grjaznoj ráunt Ljubára, akit még egy győztes hadjárat után hozott magával Moszkvába. Jelenleg Marfa keltette fel az érdeklődését, de Marfát már eljegyezték Likovval, a lány pedig szereti vőlegényét, és hallani sem akar új hódolója közeledéséről. Grjaznoj nagy vendégséget rendez katonatársai részére. Ljuba fültanúja lesz, amint Bomeliustól varázsitalt kér, amivel állítólag elnyerheti majd Marfa szerelmét. Ljuba mindent és mindenkit feláldozott annak idején szerelméért, aki most hűtlen lett hozzá. Megpróbálja visszahódítani Grjaznojt, de minden hiába, a férfi hajthatatlan. 

### II. felvonás
A cár elrendeli, hogy testőrei kutassák fel a város legszebb lányait, majd vigyék őket a palotájába, ugyanis közülük akar magának feleséget választani. A nép rémülten figyeli, amint a testőrök rátörnek a házakra. Marfa is a kiszemelt lányok között van, neki is meg kell jelennie uralkodója előtt. Lassan leszáll az est. Az elnéptelenedett téren Ljuba tűnik fel, aki Szobakinék kivilágított ablakain keresztül lesi meg Marfát. A lány szépsége teljesen letaglózza, ezért felkeresi Bomeliust, és olyan szert kér tőle, amellyel el tudja venni vetélytársa szépségét és fiatalságát. Az orvos azonban nem adja ingyen portékáját: Ljuba szerelmét kéri érte cserébe. A lány először tétovázik, de aztán meghallja Marfa boldog nevetését, és követi az orvost.

### III. felvonás
Marfa és Likov esküvőjükre készülődnek. A vőlegény azonban nyugtalankodik. Ugyanis menyasszonyának még egyszer meg kell jelennie a cár előtt. Grjaznoj barátságot színlel Likov előtt, és felajánlja neki, hogy vőfély lesz az esküvőn. Az egybegyűltek az ifjú pár egészségére ürítik poharukat, amelyeket előzőleg Grjaznoj töltött meg. A testőr Marfa italába tudta keveri a Bomeliustól kapott varázsitalt. Meg van róla győződve, hogy mostantól nyert ügye van, mert Marfa már csak őt fogja szeretni. Ekkor jön Skuratov a hírrel, hogy a cár választása Marfára esett.

### IV. felvonás
Marfa halálos beteg lett. Ljuba kicserélte Grjaznoj porát a sajátjára, mert így akarta visszahódítani régi szerelmét, így Marfa mérget ivott. Grjaznoj azonban azt hiszi, hogy a vőlegény mérgezte meg a menyasszonyt, hogy az ne lehessen a cáré. Likovot gyilkossággal vádolja meg, a férfi a kínpadon beismerő vallomást tesz, ezért kivégzik. Grjaznoj ezután megpillantja a méreg hatását egykori szerelmén, és ez felébreszti bűntudatát. Skuratovhoz fordul, hogy vezesse a cár elé, bűnhődni akar tetteiért. Ekkor ront be Ljuba, és gúnyosan szerelme arcába vágja, hogy ő cserélte el a porokat. Grjaznoj dührohamot kap, és őrületében agyon szúrja Ljubát, majd Marfa halálos ágyára roskad és bocsánatáért esedezik.

## Az opera zenéje
A darabon elégikus hangulat vonul végig, a zene alapvető jellemzője a líraiság. A lágy harmóniákat csak ritkán szakítják meg a drámaiságot jobban kifejező dallamok. A zeneszerző fő törekvése az lehetett, hogy a Cári menyasszonnyal egy jól elénekelhető operát hozzon létre. Ezt szolgálja a zárt számok sorozata, amely át- meg átszövi a paritúrát. A énekszólamok a orosz népdalok világában gyökereznek. Rimszkij-Korszakov ebben az operájában a szigorúbban kötött formaépítkezés felé hajlott, egy esetben még hármas fugettát is alkalmazott. A történelmi téma következtében a darabban erősen háttérbe szorul a zeneszerző operáinak egyik leghatásosabb eleme: a színes természetábrázolás. A zenei alapszövetet meghatározzák a rimszkij-korszakovi értelemben vett vezérmotívumos technika dallamai: az egyes motívumok a meghatározó helyzetekből csíráznak ki, majd hasonló helyzetekben visszatérnek. Ez tehát nem tekinthető wagneri értelemben vett vezérmotívumos technikának, inkább csak annak egy, Rimszkij-Korszakov által átértelmezett változatának. A zárt számok jól jellemzik az egyes szereplőket, illetve a szituációkat. Összességében elmondható, hogy a Cári menyasszony közelebb áll a korszak európai irányzataihoz, mint a szerző korábbi operái.

## Hangfelvételek
Szobakin – Gennagyij Bezzubenkov, Marfa – Marina Sagucs, Grjaznoj – Dmitrij Hvorosztvszkij, Maljuta Skuratov – Szergej Alekszaskin, Likov – Jevgenyij Akimov, Ljubasa – Olga Borogyina, Bomelius – Nyikolaj Gaszjev, Domna Szaburova – Irina Loszkutova, Dunyasa – Olga Markova-Mihajlenko. Közreműködik: a Mariinszkij Színház ének- és zenekara. Vezényel: Valerij Gergijev. A felvétel helye és ideje: Szentpétervár, Mariinszkij Színház, 1998. október. Kiadás: 1999 Philips 462 618-2 2 CD DDD Stereo